# Áreas protegidas de Bután

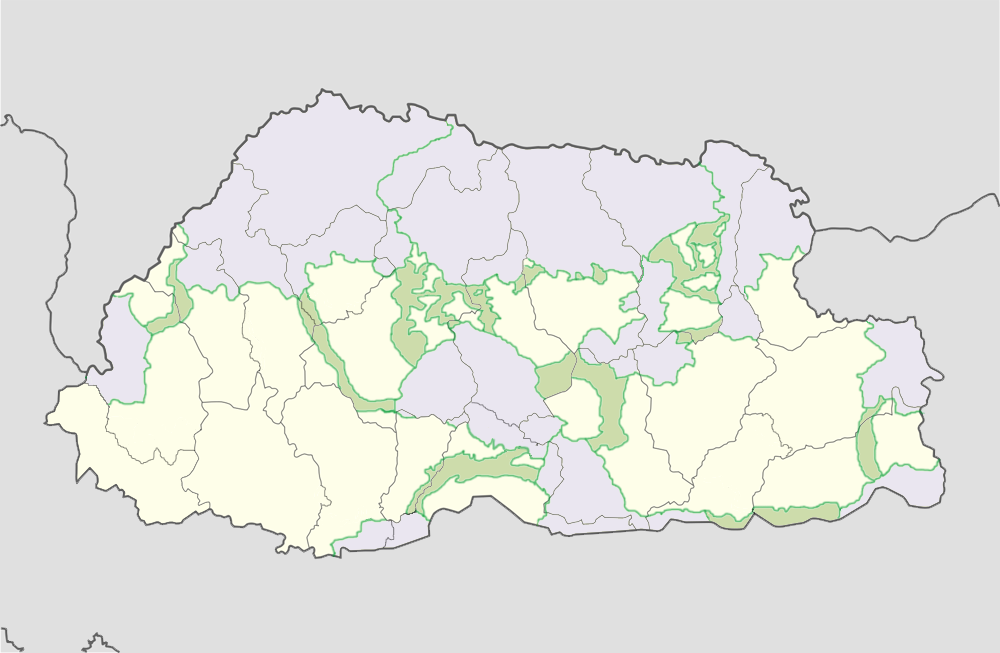
Áreas protegidas de Bután

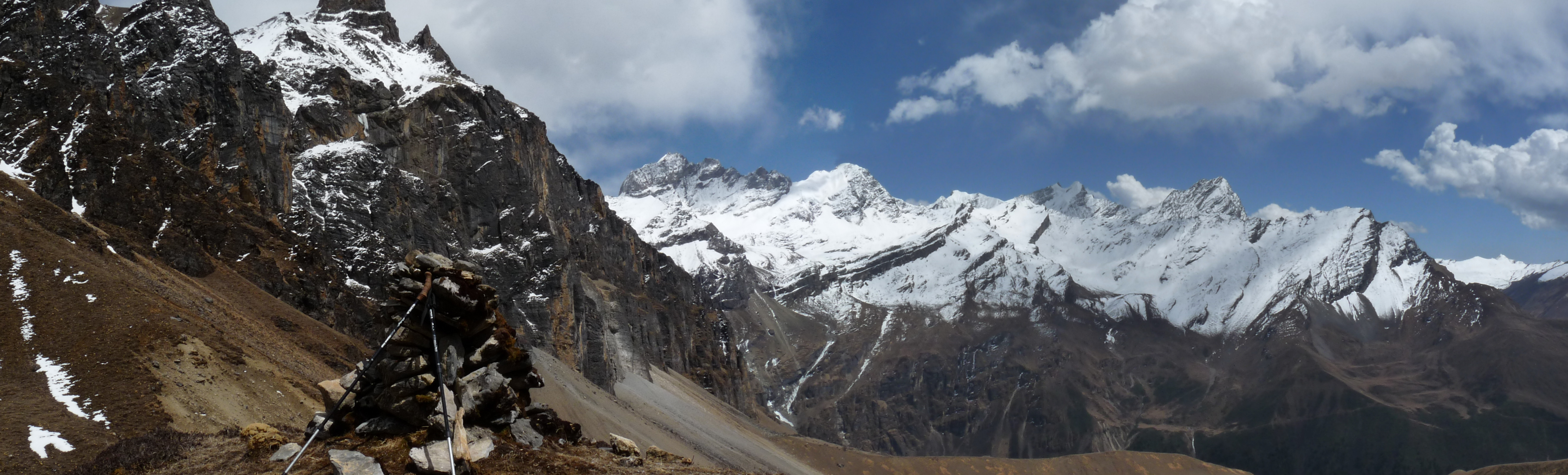
Parque nacional de Jigme Singye Wangchuck

En Bután hay 21 áreas protegidas que ocupan unos 19.171 km², el 48% del territorio. De estas, 5 son parques nacionales, 8 son corredores biológicos, 4 son santuarios de la naturaleza y 1 es una reserva estricta. Además hay 3 sitios Ramsar que cubren 1225 ha, y 23 IBAs (Important Bird & Biodiversity Areas), que cubren 12.133 km².
En 2012, la Unesco propuso ocho sitios como patrimonio de la humanidad que siguen estando pendientes de aprobación.

## Contexto

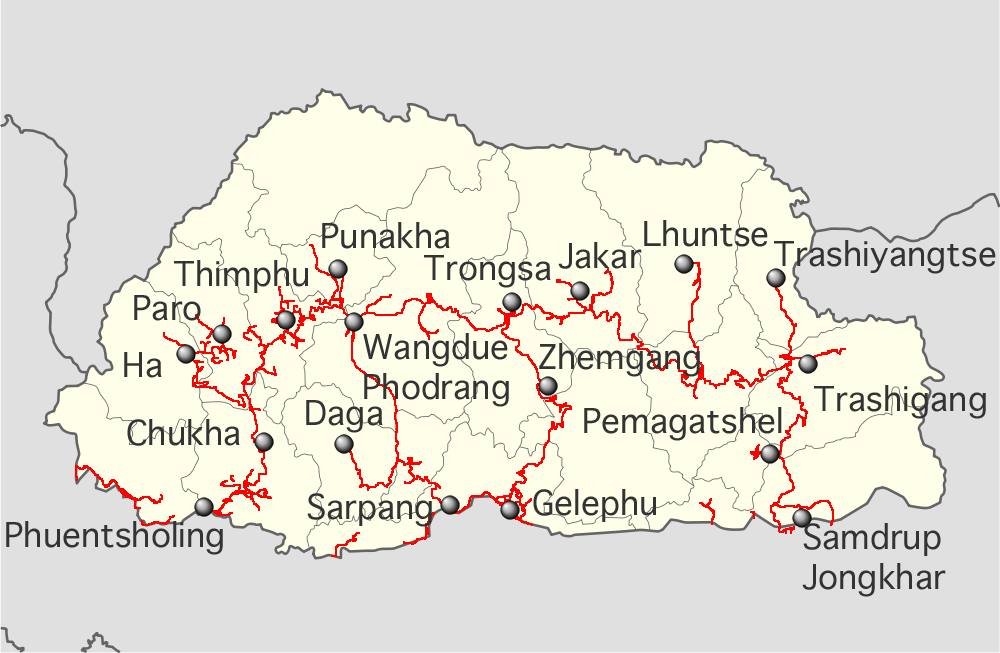
Autopistas de Bután, incluyendo la Lateral Road, o Carretera Este-Oeste, que abarca áreas protegidas y cruza corredores ecológicos.

La Forest and Nature Conservation Act of Bhutan (Acta de Conservación de Bosques y Naturaleza), de 1995, es la primera legislación que provee Bután de un marco de áreas protegidas. El acta define un área protegida como "un área que ha sido declarada parque nacional, área de conservación, santuario de la naturaleza, reserva de la naturaleza, reserva natural estricta, bosque de investigación, cuenca crítica u otras áreas protegidas". La agencia gubernamental responsable de la supervisión de las áreas protegidas es el Ministerio de Agricultura, división del Servicio Forestal. Desde 1992, las áreas protegidas han sido gestionadas por el Bhutan Trust Fund for Environmental Conservation (Fondo Fiduciario de Bután para la Conservación del Medio Ambiente). En 1993, el Fondo revisó y redujo su extenso sistema de parques para mejorar la representación ecológica y la gestión. Hasta 2008, sin embargo, las áreas protegidas se expandieron significativamente con el establecimiento del Parque Centenario de Wangchuck, que abarca una franja de 4.914 km2 en el norte de Bután. Los parques y santuarios están conectados directamente por corredores ecológicos. Hasta 2011, el Fondo había contratado a 189 funcionarios sobre el terreno, había formado a 24 especialistas de posgrado y había impartido más de 300 cursos científicos cortos. Sólo el Fondo gestiona una superficie total protegida de 16.396,43 km2, casi el tamaño de Suiza y más del 42 por ciento del total de Bután de 38.394 km2. Con la excepción del Santuario de la naturaleza de Phibsoo y la Reserva natural estricta de Torsa, estas áreas están deshabitadas o en áreas pobladas.
En la práctica, la superposición de estas extensas tierras protegidas con áreas pobladas ha llevado a una invasión mutua del hábitat. La Lateral Road (Corredor este-oeste o East-West Highway), principal vía de comunicación de Bután, disecciona el Parque nacional de Thrumshingla en el centro del reino. Los animales de la zona protegida han entrado en zonas agrícolas, pisoteado cultivos y matado ganado. Como respuesta, Bután ha implementado un sistema de protección que empieza construyendo cercas con alarmas alimentadas con energía solar, torres de vigilancia y luces de búsqueda, y ha proporcionado forraje y sal para lamer fuera de las áreas de asentamientos humanos para alentar a los animales a mantenerse alejados.

## Parques nacionales y reservas

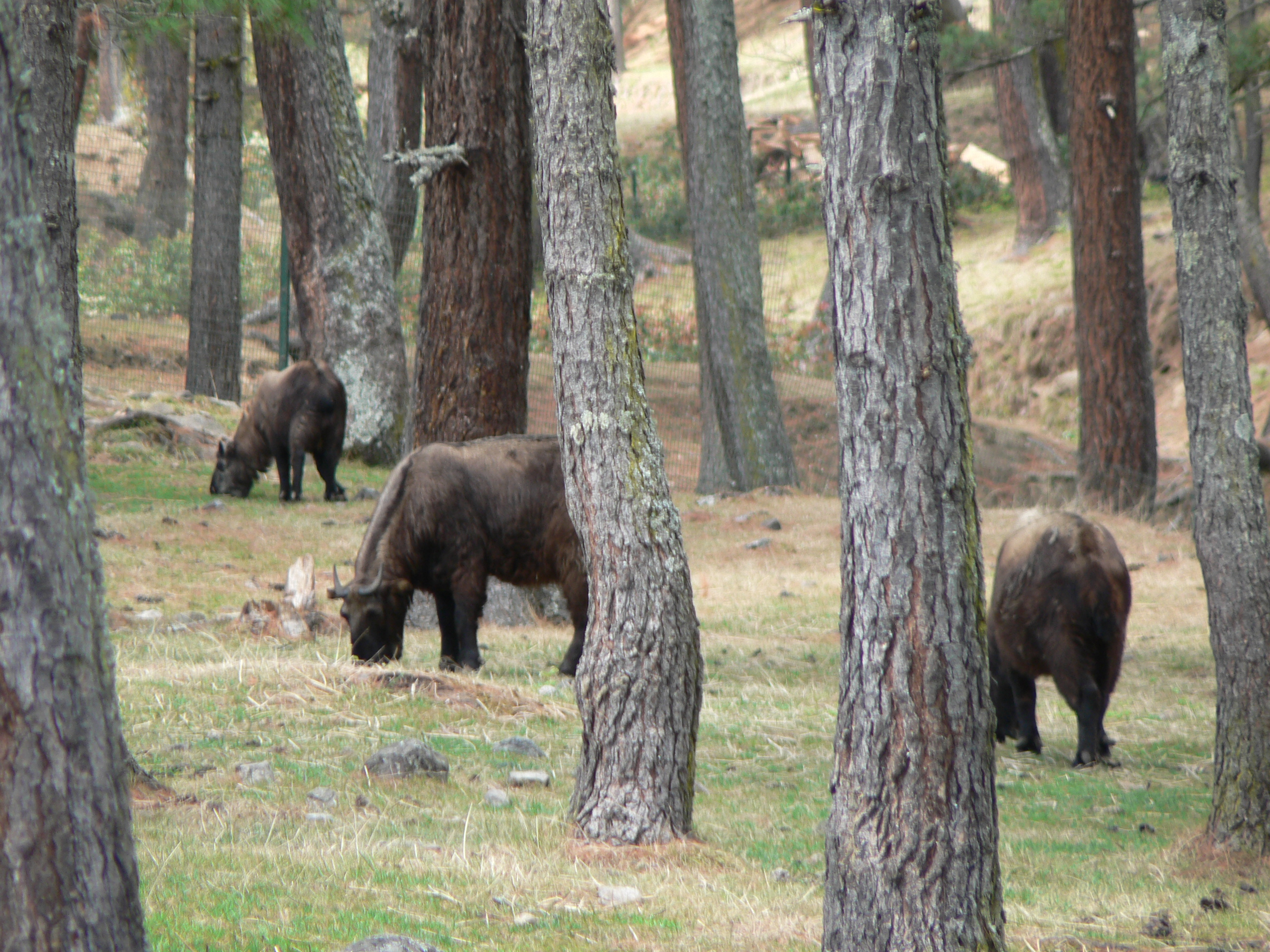
El takin es el animal nacional de Bután. Reserva de Motithang Takin.

Los parques nacionales de Bután, creados desde 1960, cubren las partes norte y sur del país. A ellas se añadieron desde 1993 otras partes que cubren un total de 16.396 km², gestionados por la Bhutan Trust Fund.
- Parque nacional Jigme Dorji
- Parque nacional de Jigme Singye Wangchuck
- Parque nacional real de Manas
- Parque nacional de Thrumshingla
- Parque Centenario de Wangchuck

#### Santuarios de la naturaleza

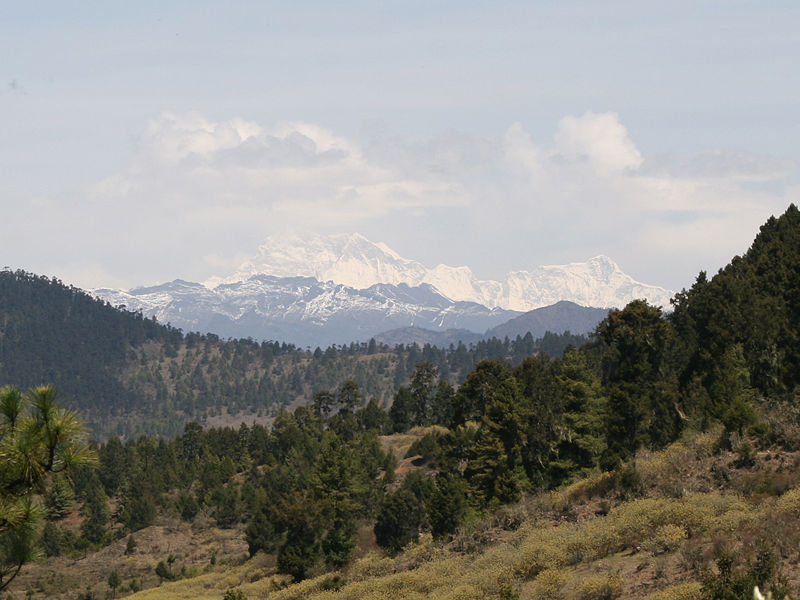
Bosque de coníferas en Bután

- Santuario de la naturaleza de Bumdeling, 1.520 km², contiene el Santuario de la naturaleza de Kulong Chu, al nordeste del país. Entre 1.500 y 6.000 m, es una zona de importancia para las aves (IBA), sede de la grulla cuellinegra, la agachadiza del Himalaya y la prinia coronigrís. Contiene también el sitio Ramsar de Bumdeling (ver más abajo).[9]

- Santuario de la naturaleza de Jomotsangkha, 334 km², en el sur, frontera con Assam, India. Entre 400 y 2200 m. Hay elefantes y gaúres, entre otras especies, como el tigre y el jabalí enano. Dividido en dos bosques de hoja ancha, Khaling y Neoli.[10]

- Santuario de la naturaleza de Phibsoo, 270 km², al oeste, en la frontera con Bengala Occidental. Conectado con el Parque nacional de Jigme Singye Wangchuck y con el Parque nacional real de Manas formando un corredor ecológico que cruza una carretera nacional. Entre 200 y 1.600 m. Único en Bután por la presencia del ciervo chital y el árbol sal o sala. Hay elefantes, tigres de Bengala, gaúres, tres especies del género Tor de peces y posiblemente delfín del Ganges.[11]

- Santuario de la naturaleza de Sakteng, 750 km², el ecosistema más oriental de Bután, parte de la ecorregión del bosque de coníferas subalpino del Himalaya oriental,[12] con especies endémicas como el pino azul del Himalaya o de Bután, y la urraca Pica bottanensis.Se considera el hipotético lugar donde reside el yeti.[13]

#### Reservas naturales
- Reserva natural estricta de Jigme Khesar, también Toorsa Strict Nature Reserve, cubre 609 km² de bosques templados a occidente del país, entre 1.400 y 4.800 m, desde bosques de hoja ancha hasta prados alpinos, con los pequeños lagos de Sinchulungpa. Hay 137 especies de árboles, 10 de orquídeas, 6 de bambú y 10 de helechos.[14] En la zona hay panda rojo, ciervo almizclero del Himalaya, tar del Himalaya, pantera nebulosa y común, y también cerca de 5.000 yaks y ovejas.[15]

- Reserva natural del takín de Motithang, 34 ha. Antiguo zoo convertido en reserva en 2005 al declararse el takín animal nacional de Bután.[16]

- Reserva natural estricta de Torsa (oficialmente Jigme Khesar Strict Nature Reserve). Cubre 609,51 km2, en la mayor parte del distrito de Haa. Fundada en 1993 bordea el estado nororiental de la India de Sikkim y el Tíbet al oeste, y está conectado con el Parque nacional Jigme Dorji a través de un corredor ecológico. Contiene los bosques templados más occidentales de Bután, desde los latifoliados, de hoja ancha, a prados alpinos y los pequeños lagos de Sinchulungpa, con altitudes que oscilan entre 1400 y 4800 m. No hay habitantes en la zona. Entre la fauna, perdigallo tibetano, panda rojo, leopardo de las nieves y cálao del Nepal.[17]

## Sitios Ramsar

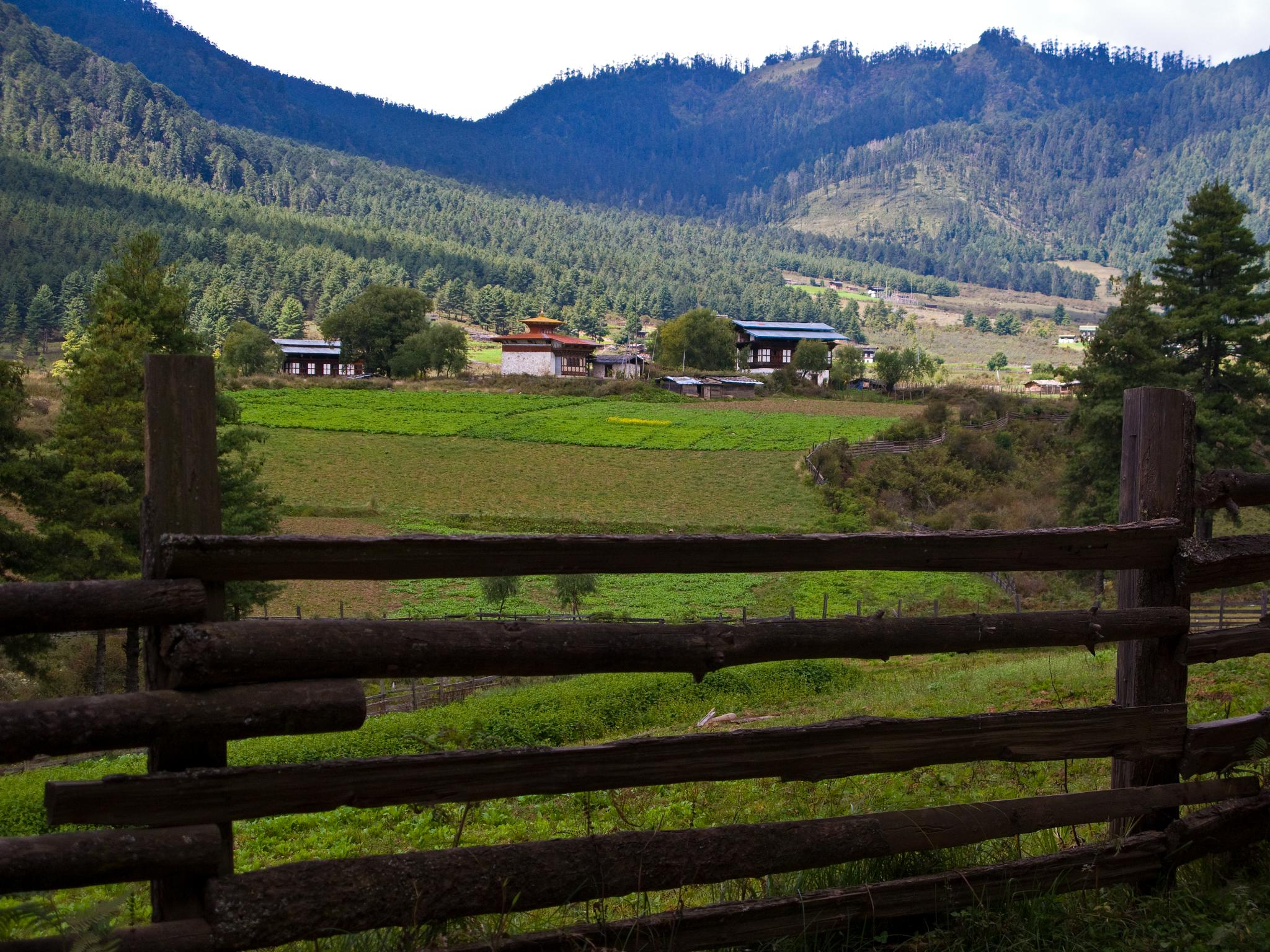
Gangtey-Phobji

- Bumdeling, 141,5 ha, 27°40′N 91°26′E. Forma parte del Santuario de la naturaleza de Bumdeling,[18] de 1.520 km², en uno de los valles glaciares al nordeste de Bután. Llanura de inundación donde hubo arrozales hasta padecer una serie de inundaciones del río Kholong y sus tres tributarios. Entre 1900 y 2000 m, es una zona relativamente menos alta y más cálida que los bosques de hoja caduca que la rodean, de Alnus nepalensis, arces y abedules. Hay unas 74 especies de aves, entre ellas, la grulla cuellinegra. Probablemente leopardo de las nieves, tigre, cuón y ciervo almizclero del Himalaya.[19]

- Khotokha, 113,5 ha, 27°26′N 90°00′E. En el centro de Bután, al oeste de las Montañas Negras, los humedales de Khotokha son una de las fuentes de los tributarios del río Puna Tsang Chhu, que fluyen hacia el sur y proporcionan agua para los cultivos de patatas de la región. Las turberas y los matorrales subalpinos son refugio de especies como la grulla cuellinegra, el ciervo almizclero del Himalaya y el cuón asiático (Cuon alpines primaevus). Las grullas conviven con los granjeros en armonía.[20][21]

- Gangtey-Phobji, 970 ha, 27°27′N 90°11′E. En las tierras altas del centro de Bután, en un amplio valle glaciar recorrido por los ríos Nakeychhu, Khewangchhu y otros. Praderas abiertas, herbazales, bambú, matorrales y turberas. Grulla cuellinegra, panda rojo, tigre y sambar.[22]

## Lugares propuestos como Patrimonio de la humanidad

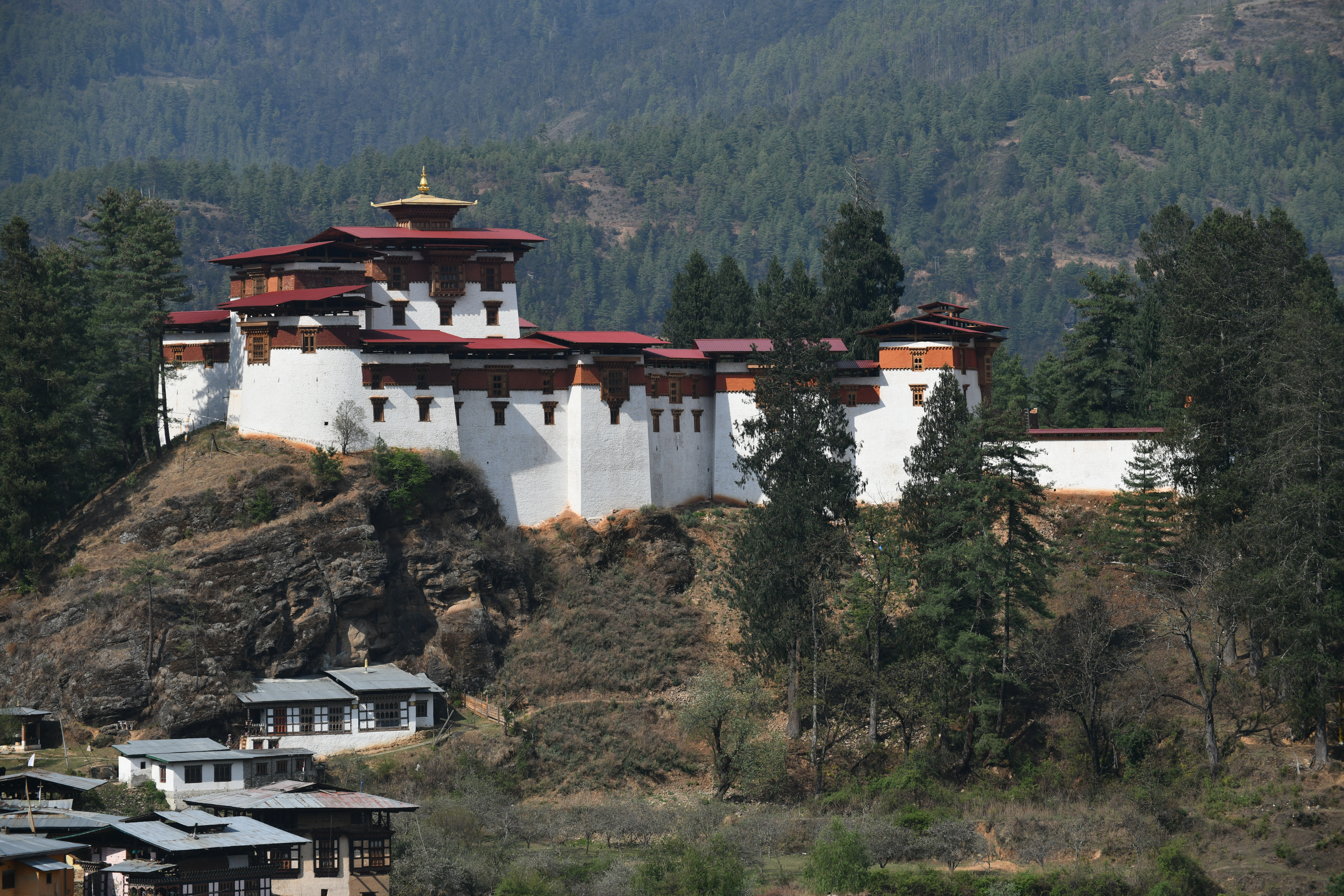
Drukgyel Dzong después de la restauración

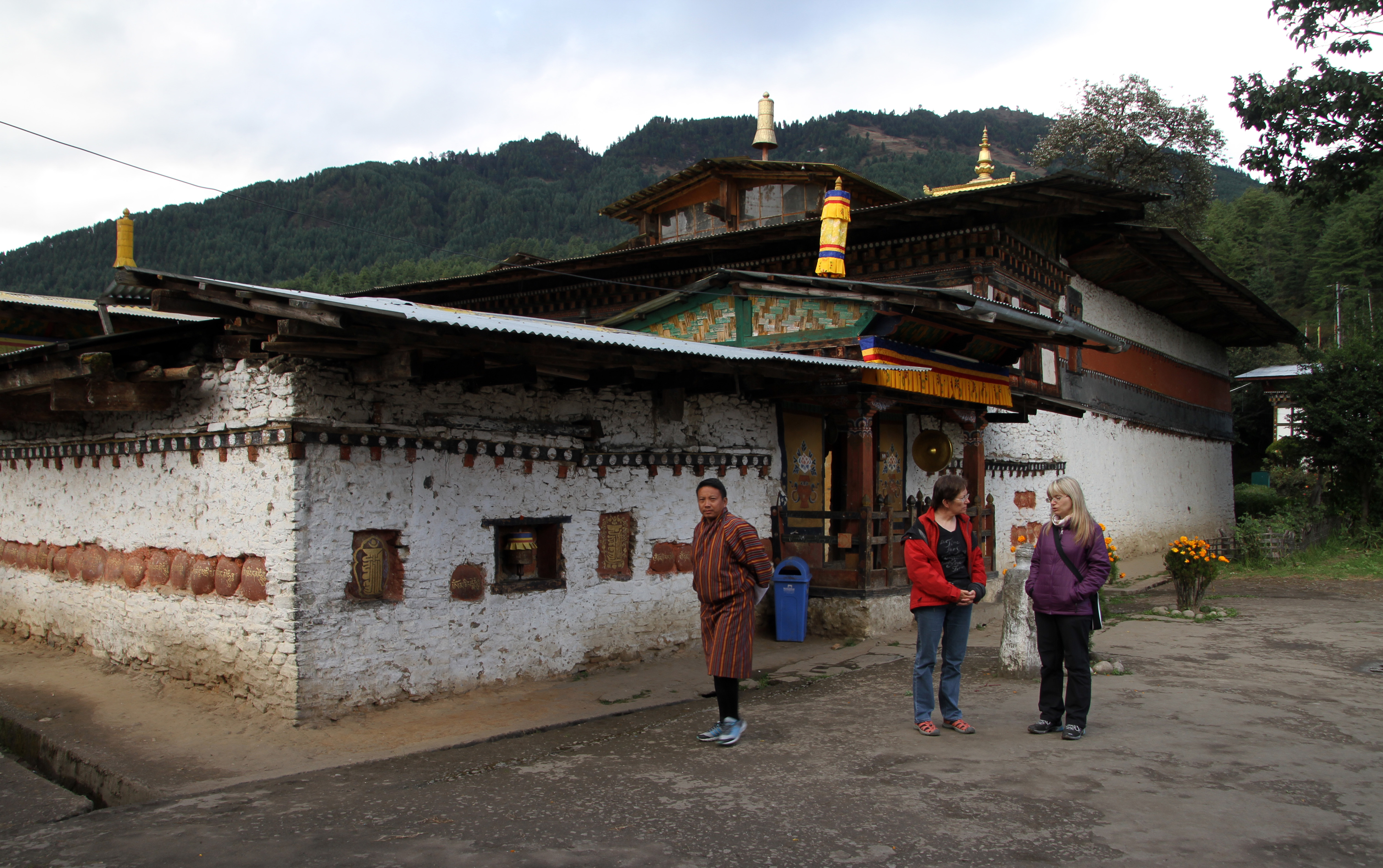
Monasterio de Thamzing

- Dzong Drukgyal Ruinas de la «fortaleza del Drukpa victorioso», en idioma dzongkha, una fortificación construida en el siglo XVII. Es uno de los sitios arqueológicos más importantes de Bután, en una sierra en lo alto del valle de Paro, al oeste del país. Se construyó cerca de la frontera para defenderse de las amenazas externas. En abril de 2016, para celebrar el nacimiento del príncipe, Jigme Namgyel Wangchuck, así como para conmemorar la llegada del Shabdrung a Bután en el 1616, el entonces Primer Ministro Tshering Tobgay anunció que el dzong sería restaurado. El anuncio y la ceremonia de inauguración se llevaron a cabo el 6 de febrero de 2016, un día después del nacimiento del príncipe heredero. Se programó que el proyecto finalizara en diciembre de 2022.[23][24]
- Santuario de la naturaleza de Bumdeling. El área de conservación de Bumdeling está en el nordeste del país y comparte frontera con el Tíbet y la India. Esta ecorregión del este del Himalaya posee una amplia diversidad de ecosistemas, desde el bosque de hoja ancha hasta los prados alpinos, con pinos, robles, manchas de bambú, arces, bosque templado y frío y praderas templadas. Es un sitio de peregrinación que alberga lugares como Singye Dzong, Risum Gompa, Pamaling, Dechenphodrang, Gompa Karp, Lhakhang karp y Sangay Lodrou, todos los lugraes sagrados relacionados con el guru Rinpoche, el segundo buda y la figura más reverenciada del budismo. El valle, en el nacimiento de los ríos Drangme Chu y  Kholong Chu, es también el hábitat de la grulla cuellinegra.[25]
- Dzongs. Los dzongs en Bután son edificios fortificados que sirven como base a una escuela budista. Muchos fueron construidos para ganar apoyos a una escuela determinada. Los propuestos por la Unesco son Punakha Dzong, Wangdue Phodrang Dzong, Paro Dzong, Trongsa Dzong y Dagana Dzong. Se empezaron a construir en el siglo XII en el sur del país.[26]
- Parque nacional de Jigme Dorji
- Parque nacional de Royal Manas
- Lugares sagrados de Phajo Drugom Zhigpo. La tradición budista Drukpa-Kagyud fue introducida en Bután en el siglo XIII por Phajo Drugom Zhigpo, que viajó a este país desde Ralung, en el Tíbet, para propagar esta enseñanza. Los sitios identificados para el patrimonio, dieciséis, incluyen los lugares bendecidos por el maestro  y también centros de la escuela Drukpa-Kagyud introducidos por sus descendientes en el oeste de Bután. En total, se incluyen los doce sitios de Phajo Drugom Zhigpo, cuatro dzongs o fortalezas, cuatro drags (acantilados) y cuatro phugs (cuevas) repartidos entre los distritos de Thimphu, Paro, Punakha y Gasa.[27]
- Santuario de la naturaleza de Sakteng. Se encuentra en la parte más oriental del país, en Trashigang Dzongkhag. Cubre un área de 740,6 km2 y comprende distintos tipos de bosque entre 100 y 4100 m de altitud, desde bosque templado hasta prados de altura. Hay unas 35 especies de Rhododendron, de ahí que se lo conozca como el paraíso de los rododendros.[28]
- Monasterio de Tamzhing. Es uno de los sitios asociados con el Terton Pema Lingpa, nacido en el siglo XV. Pema Lingpa es uno de los cinco reyes tertones o descubridores de tesoros predichos por Padmasambhava, el maestro del budismo tántrico, también conocido como el segundo Buda que introdujo el budismo en Bután en el siglo VIII. Tamzhing, en el distrito Bumthang, era la morada principal de Pema Lingpa. Construido en 1501, es conocido por sus murales, esculturas y otros bienes importantes en la tradición Peling[29] de Bután.[30]